# Pieter Jan Willems

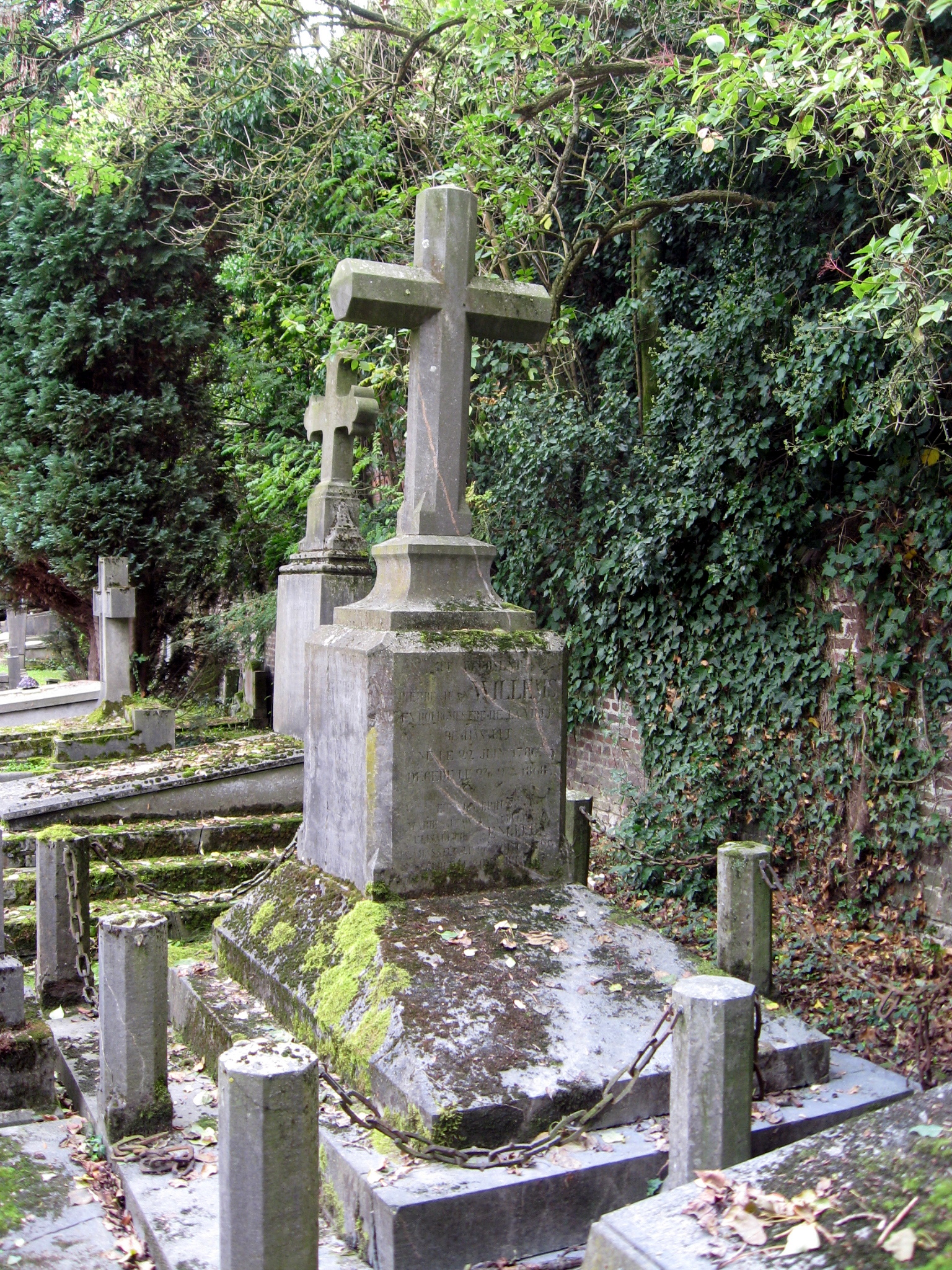
Grafmonument van Pieter Jan Willems op het Oud Kerkhof van Hasselt.

Pieter Jan Willems (Hasselt, gedoopt op 22 juni 1786 - aldaar, 24 november 1868) was van 1836 tot 1842 burgemeester van de Belgische stad Hasselt.

## Industriële activiteiten
Willems was jeneverstoker en gebruikte de gebouwen van het oude Bonnefantenklooster als stokerij. De voormalige kerk van het klooster richtte hij in als magazijn. Hij bezat een aantal stallen waar hij ossen vetmestte met het stookafval. Willems was eveneens zoutzieder, brouwer en hij bezat verder nog een steenbakkerij en een graanmolen in de buurt van zijn stokerij. Willems was de eerste Hasselaar die een stoommachine inzette in de industrie.

## Familie
In 1814 huwde Willems met Marie-Jeanne Engelen, afkomstig uit een rijke Hasseltse familie die verscheidene huizen in de stad bezat. Het gezin kreeg elf kinderen, van wie Louis Willems, een van de pioniers van de bacteriologie en de immunologie, internationale bekendheid kreeg.

## Gemeenteraad
Van bij de Belgische onafhankelijkheid in 1830 was Willems katholiek gemeenteraadslid in zijn geboortestad. Tijdens het bewind van de liberaal Michel Arnold Bamps die in 1833 burgemeester geworden was, maakte Willems deel uit van het schepencollege.
Bij de gemeenteraadsverkiezingen van 1836 was Willems lijsttrekker voor de katholieken terwijl Bamps de liberale lijst trok. Hoewel uittredend burgemeester Bamps meer stemmen behaalde, werd Willems met de steun van toenmalig eerste minister Barthélémy de Theux de Meylandt, een politieke vriend van hem, tot burgemeester benoemd. Bamps, die allerminst tevreden was met de gang der zaken, voerde een stevige oppositie tegen Willems.
Tijdens zijn burgemeesterschap werden Belgisch-Limburg en Nederlands-Limburg gescheiden en werd Hasselt in 1839 definitief bevestigd als provinciehoofdstad. In 1840 maakte de katholieke regering van graaf De Theux plaats voor de liberale regering onder leiding van Joseph Lebeau. Bamps, ondertussen uitgegroeid tot aartsvijand van Willems, werd benoemd tot schepen. De liberalen, die een overwicht kregen in de gemeenteraad, zorgden ervoor dat Willems nauwelijks nog inspraak had in het beleid in de stad.
De teleurgestelde burgemeester stelde zich geen kandidaat meer bij de volgende gemeenteraadsverkiezingen in 1842. Bamps won de verkiezingen en werd, na een onderbreking van zes jaar, opnieuw burgemeester van Hasselt. Willems keerde terug naar zijn industriële activiteiten die te lijden hadden gehad van de longpest die in 1838 in Hasselt was uitgebroken waardoor hij de lucratieve ossenvetmesterij diende stop te zetten.

## Andere functies
Later werd hij nog voorzitter van de Societeit van Koophandel van Limburg, de voorloper van de Kamer van Koophandel en was hij voorzitter van de Commissie van Landbouw van de provincie.
Willems ligt begraven op het Oud Kerkhof van Hasselt.